# Uppsala-Modell
Das Uppsala-Modell ist eine Theorie, die beschreibt, wie Unternehmen ihre Internationalisierungsaktivitäten schrittweise verstärken. Es wurde von Carlson 1966 entwickelt und  von Jan Johanson und Finn Wiedersheim-Paul für Schweden empirisch bestätigt. Es ähnelt dem POM-Modell von Reijo Luostarinen (1979).
Das Uppsala-Modell unterscheidet zwischen einem zeitlichen und örtlichen Muster. Beide beschreiben einen „inkrementalen“ Internationalisierungsprozess mit steigender Komplexität. Das zeitliche Muster geht davon aus, dass Unternehmen zunächst im Heimatmarkt Erfahrungen sammeln und dann mit dem Export beginnen. Ist dieser Schritt erfolgreich, folgt die Gründung von Auslandsvertretungen und evtl. die Verlagerung der Produktion in das Ausland.
Das örtliche Muster beschreibt, dass Unternehmen sich zuerst an Märkte heranwagen, die ihnen physisch (geographisch) und/oder kulturell am nächsten sind (z. B. Deutschland / Österreich oder Benelux). Dadurch baut man experimentell Internationalisierungskompetenz auf. Erst anschließend folgen geografisch oder kulturell (hinsichtlich Sprache, Politik, regulatorisches System) entferntere Märkte, wobei die „psychische Distanz“ zum Markt entscheidend sein soll. Die daraus resultierenden Risiken werden in dem inkrementalen Internationalisierungs- und Lernprozess überwunden. Mit zunehmender Erfahrung und zunehmenden Investitionen steigt das Commitment für einen bestimmten Markt, was jedoch auch das wirtschaftliche Risiko eines Rückzugs aus diesem Markt erhöht.

## Kritik
In der Phase der Globalisierung nach 2000 geriet das Modell, das sich vor allem auf Fälle aus dem verarbeitenden Gewerbe Schwedens stützte, zunehmend unter Kritik. Es sei einseitig auf Produktionsunternehmen ausgerichtet. Aber auch in diesen werden nicht immer alle im Modell beschriebenen Schritte der Internationalisierung in dieser Reihenfolge vollzogen. So muss nicht die gesamte Wertschöpfungskette im Ausland immer wieder nachgebaut werden. Das ist sehr zeitaufwändig, und die Technologie kann mittlerweile veralten. Es gibt hingegen neue, weniger riskante Möglichkeiten wie z. B. Franchising, Lizenzfertigung oder den direkten Internetvertrieb. Außerdem existieren im digitalen Raum Unternehmen, die schon in der Start-up-Phase weltweit voll präsent sind (sog. Born Globals wie Skype). Nicht jedes Unternehmen muss also heute das für die Internationalisierung erforderliche Wissen in langen und riskanten Lernprozessen selbst entwickeln; es kann auch eingekauft oder anders abgegriffen werden. Schließlich geht auch die weltweite kulturelle und psychische Distanz zwischen den Märkten (zumindest in der Sphäre des globalisierten Top-Managements) zurück. 
Im besten Fall können sogar auf kulturell weit entfernten, aber hinsichtlich der Digitalisierung fortgeschrittenen Märkten wie China oder Südkorea Geschäftsmodelle oder einzelne Elemente des E-Business zuerst erprobt und von dort übernommen werden. Kunden von Coupang können beispielsweise festlegen, dass die Zusteller aus Rücksicht auf ein Baby in der Wohnung an die Tür klopfen sollen, anstatt zu klingeln.